# Reich (municipio)
Reich es un municipio situado en el distrito de Rin-Hunsrück, en el estado federado de Renania-Palatinado (Alemania). Tiene una población estimada, a fines de enero de 2023, de 340 habitantes.
Está ubicado en el centro del estado, en la región de Hunsrück, entre los ríos Mosela, al norte; Nahe, al sur, y Rin, al este.